# Balssiathelphusa natunaensis
Balssiathelphusa natunaensis is een krabbensoort uit de familie van de Gecarcinucidae. De wetenschappelijke naam van de soort is voor het eerst geldig gepubliceerd in 1970 door Bott.